# Ayya Khema
Ayya Khema (25 de Agosto de 1923 – 2 de novembro de 1997) foi uma professora budista, nascida como Ilse Kussel em Berlim na Alemanha, filha de pais judeus. Khema escapou à perseguição nazista durante a segunda guerra mundial. Ela futuramente mudou-se para os Estados Unidos. Após viajar pela Ásia, ela decidiu tornar-se uma monja budista teravada no Sri Lanka em 1979. Ela era muito ativa em providenciar oportunidades para mulheres praticarem budismo, fundando diversos centros ao redor do mundo. Em 1987 ele coordenou a primeira convenção internacional para monjas budistas. Khema escreveu mais de duas dúzias de livros em inglês e alemão, incluindo sua autobiografia: 'I Give You My Life'.

## Biografia

### Vida leiga
Ayya Khema nasceu em 1923 em Berlim, em uma família judaica. Em 1938, ela escapou da Alemanha  com outras duzentas crianças e foi levada a Glasgow, na Inglaterra. Seus pais foram para a China, onde se encontraram dois anos depois, em Xangai. Com o estouro da guerra a família foi colocada em um campo de prisioneiros de guerra japonês, onde seu pai morreu. Ela mais tarde casou-se e teve um filho e uma filha que depois lhe deram quatro netos.
Quatro anos depois dos americanos liberarem o campo, Ayya Khema pôde emigrar para os Estado Unidos. Entre 1960 e 1964 ela com seu marido e filho viajaram pela Ásia, incluindo os países do Himalaia, onde ela também aprendeu a meditar. Dez anos depois ela começou a ensinar meditação pela Europa e pela Austrália. Suas experiências a levaram a tornar-se monja budista no Sri Lanka em 1979, onde ela recebeu o nome de Khema, que significa 'Segurança' (Ayya significa Venerável). No Sri Lanka ela conheceu seu professor Ven. Matara Sri Ñāṇanārāma do  Nissarana Vanaya, que a inspirou a inspirou a ensinar meditação dos Jhanas, Como não era possível naquele tempo organizar uma cerimônia de ordenação para bhikkhunis na tradição Teravada, Ayya Khema então recebeu ordenação completa como bhikkhuni em um templo budista Mahayana, sob a ordem budista de Fo Guang Shan, em 1988.

### Vida Monástica
Ela ajudou a estabelecer o Wat Buddha Dhamma, um monastério da floresta na tradição Teravada, próximo a Sydney, Austrália, em 1978. Em Colombo ela criou o ‘Centro Budista Internacional para Mulheres’, como um centro de treinamento para monjas do Sri Lanka, Parappuduwa Nun's Island em Dodanduwa (hoje em dia fechado). Ela foi a diretora espiritual do Buddha-Haus na Alemanha, estabelecido em 1989.
Em junho de 1997 Metta Vihara, o primeiro monastério da floresta na Alemanha foi inaugurado por ela, e as primeiras ordenações em língua alemã começaram.
Em 1987 ela coordenou a ‘Primeira Conferencia Internacional de Monjas Budistas’ na historia do budismo. Que resultou na criação do Sakvadhita, uma organização internacional de mulheres budistas. O Dalai Lama foi um dos principais oradores na conferencia. Em maio de 1987, como conferencista convidada, ela foi a primeira monja budista na historia a direcionar as Nações Unidas no tópico ‘Budismo e a Paz Mundial’
Ayya Khemma Escreveu vinte e cinco livros sobre meditação e os ensinamentos do Buda, em inglês e alemão, tendo seus livros traduzidos em diversos idiomas. Em 1988 seu livro "Being Nobody, Going Nowhere" (sendo ninguém, indo a lugar nenhum) recebeu o premio Christmas Humphreys Memorial Award.
Ayya Khemma deu seu ultimo suspiro em 2 de novembro de 1997, no Buda Haus em Uttenbühl, Alemanha, após uma breve doença.

## Referencias
1. ↑  http://www.acessoaoinsight.net/arquivo_textos_theravada/ayya_khema.php